# Charles Heerey
Charles Heerey CSSp (* 29. November 1890 in Oldcastle, Vereinigtes Königreich Großbritannien und Irland; † 6. Februar 1967) war ein irischer Ordensgeistlicher und römisch-katholischer Erzbischof von Onitsha.

## Leben
Charles Heerey besuchte von 1905 bis 1909 das Blackrock College. Danach trat Heerey der Ordensgemeinschaft der Spiritaner bei und legte am 8. September 1912 die Profess ab. Er studierte Philosophie und Katholische Theologie in Rathmines und Kimmage, einem Vorort von Dublin. Charles Heerey empfing am 24. September 1921 in Dublin das Sakrament der Priesterweihe. 1922 wurde Heerey als Missionar nach Nigeria entsandt, wo er zunächst in Calabar und später als Ausbilder am Kleinen Seminar in Igbariam wirkte.
Am 24. Januar 1927 ernannte ihn Papst Pius XI. zum Titularbischof von Balanea und zum Koadjutorvikar von Süd-Nigeria. Der Apostolische Vikar von Süd-Nigeria, Joseph Shanahan CSSp, spendete ihm am 29. Mai desselben Jahres in Killeshandra die Bischofsweihe; Mitkonsekratoren waren der Bischof von Dromore, Edward Mulhern, und der Apostolische Vikar von Sansibar, John Gerald Neville CSSp.
Heerey wurde am 21. Mai 1931 in Nachfolge von Joseph Shanahan Apostolischer Vikar von Süd-Nigeria (später: Onitsha). Am 18. April 1950 wurde er infolge der Erhebung des Apostolischen Vikariats Onitsha zum Erzbistum erster Erzbischof von Onitsha. Charles Heerey nahm an der ersten, zweiten und vierten Sitzungsperiode des Zweiten Vatikanischen Konzils teil. Von 1961 bis 1966 war Heerey zudem Präsident der Nigerianischen Bischofskonferenz.